# Changsha Huanghua International Airport
Changsha Huanghua International Airport (kinesiska: 长沙黄花国际机场, 長沙黃花國際機場, Chángshā Huánghuā Guójì Jīchǎng) är en flygplats i Kina. Den ligger i provinsen Hunan, i den södra delen av landet, omkring 24 kilometer öster om provinshuvudstaden Changsha.
Runt Changsha Huanghua International Airport är det tätbefolkat, med 383 invånare per kvadratkilometer. Närmaste större samhälle är Xingsha, 14,1 km väster om Changsha Huanghua International Airport. Trakten runt Changsha Huanghua International Airport består till största delen av jordbruksmark.
Genomsnittlig årsnederbörd är 1 884 millimeter. Den regnigaste månaden är maj, med i genomsnitt 338 mm nederbörd, och den torraste är oktober, med 45 mm nederbörd.